# Wasagu/Danko
Pour les articles homonymes, voir Danko.
Wasagu/Danko est une zone de gouvernement local de l'État de Kebbi au Nigeria,.

## Source
- (en) Cet article est partiellement ou en totalité issu de l’article de Wikipédia en anglais intitulé « Wasagu/Danko » (voir la liste des auteurs).